# Quarsita
|  | Aquest article tracta sobre la roca metamòrfica. Si cerqueu la roca sedimentària, vegeu «quarsita (roca sedimentària)». |

La quarsita o metaquarsita és una roca metamòrfica no foliada d'origen sedimentari, formada per la consolidació amb ciment silícic de roques sorrenques quarsoses. És de gran duresa i és freqüent en terrenys paleozoics.
El terme quarsita també s'utilitza de vegades per a pedra sorrenca molt dura però no metamorfosada que es compon de grans de quars completament cimentats amb quars addicional. Aquesta roca sedimentària ha arribat a ser descrita com "ortoquarsita' per distingir-la de la quarsita metamòrfica, que de vegades s'anomena metaquarsita per emfatitzar els seus orígens metamòrfics.
En el Paleolític i Neolític es va utilitzar per a fer eines de pedra quan no es disposava de sílex.
La pedra sorrenca es converteix en quarsita a través de l'escalfament i la pressió associades normalment a la compressió tectònica en bandes orogèniques. La quarsita pura normalment va de blanca a grisa, les quarsites normalment ocorren en colors del rosa al vermell per les quantitats que contenen d'òxids de ferro (Fe₂O₃). Altres colors, com el groc o taronja es deuen a altres impureses minerals.

## Etimologia
Quarsita prové de quars i el sufix -ita, que vol dir relatiu o pertanyent. Pel que fa a quars, prové del francès quartz, i aquest, de l’alemany Quarz. La primera font en català data de 1932.

## Característiques i origen
La quarsita és una roca molt dura composta predominantment per un mosaic entrellaçat de cristalls de quars. La superfície granulosa, semblant a un paper de vidre, té un aspecte de vidre. Quantitats menors d'antics materials de cimentació, òxid de ferro, sílice, carbonat i argila, sovint migren durant la recristal·lització, fent que es formin ratlles i lents dins de la quarsita.
La quarsita es considera habitualment d'origen metamòrfic. Quan el gres està sotmès a la gran calor i pressió associades al metamorfisme regional, els grans de quars individuals recristal·litzar juntament amb el material de ciment anterior. La majoria o tota la textura original i les estructures sedimentàries de la pedra arenisca s'esborren pel metamorfisme. Els grans de quars recristal·litzats tenen una mida aproximadament igual, formant el que s'anomena textura granoblàstica, i també mostren signes de recuit metamòrfic, en el qual els grans es tornen més gruixuts i adquireixen una textura més poligonal. Els grans estan tan estretament entrellaçat que quan la roca es trenca, es fractura a través dels grans per formar una fractura irregular o concoïdal.
Els geòlegs havien reconegut el 1941 que algunes roques mostren les característiques macroscòpiques de la quarsita, tot i no haver patit metamorfisme a alta pressió i temperatura. Aquestes roques només havien estat sotmeses a temperatures i pressions molt més baixes associades a la diagènesi de la roca sedimentària, però la diagènesi va cimentar la roca tan a fons que era necessari un examen microscòpic per distingir-la del quars metamòrfic. El terme ortoquartzita s'utilitza per distingir aquesta roca sedimentària de la metaquartzita produïda pel metamorfisme. Per extensió, el terme ortoquartzita s'ha aplicat ocasionalment de manera més general a qualsevol arenita quarsosa cimentada amb quars. L'ortoquartzita (en sentit estricte) és sovint un 99% de SiO2 amb només quantitats molt petites d'òxid de ferro i minerals resistents a traces com ara zircó, rútil i magnetita. Tot i que normalment hi ha pocs fòssils, es conserven la textura original i les estructures sedimentàries.
La distinció típica entre una ortoquartzita veritable i una pedra sorrenca de quars normal és que una ortoquartzita està tan altament cimentada que es fracturarà a través dels grans, no al seu voltant. Aquesta és una distinció que es pot reconèixer al camp. Al seu torn, la distinció entre una ortoquartzita i una metaquarcita és l'inici de la recristal·lització dels grans existents. La línia divisòria es pot col·locar en el punt on els grans de quars colats comencen a ser substituïts per grans de quars petits i nous sense tensar, produint una "textura de morter" que es pot identificar en seccions fines sota un microscopi polaritzador. Amb l'augment del grau de metamorfisme, la recristal·lització produeix una "textura d'escuma", caracteritzada per grans poligonals que es troben en unions triples, i després "textura porfiroblàstica", caracteritzada per grans gruixuts i irregulars, incloent alguns grans més grans (porfiroblasts).

## Dipòsits

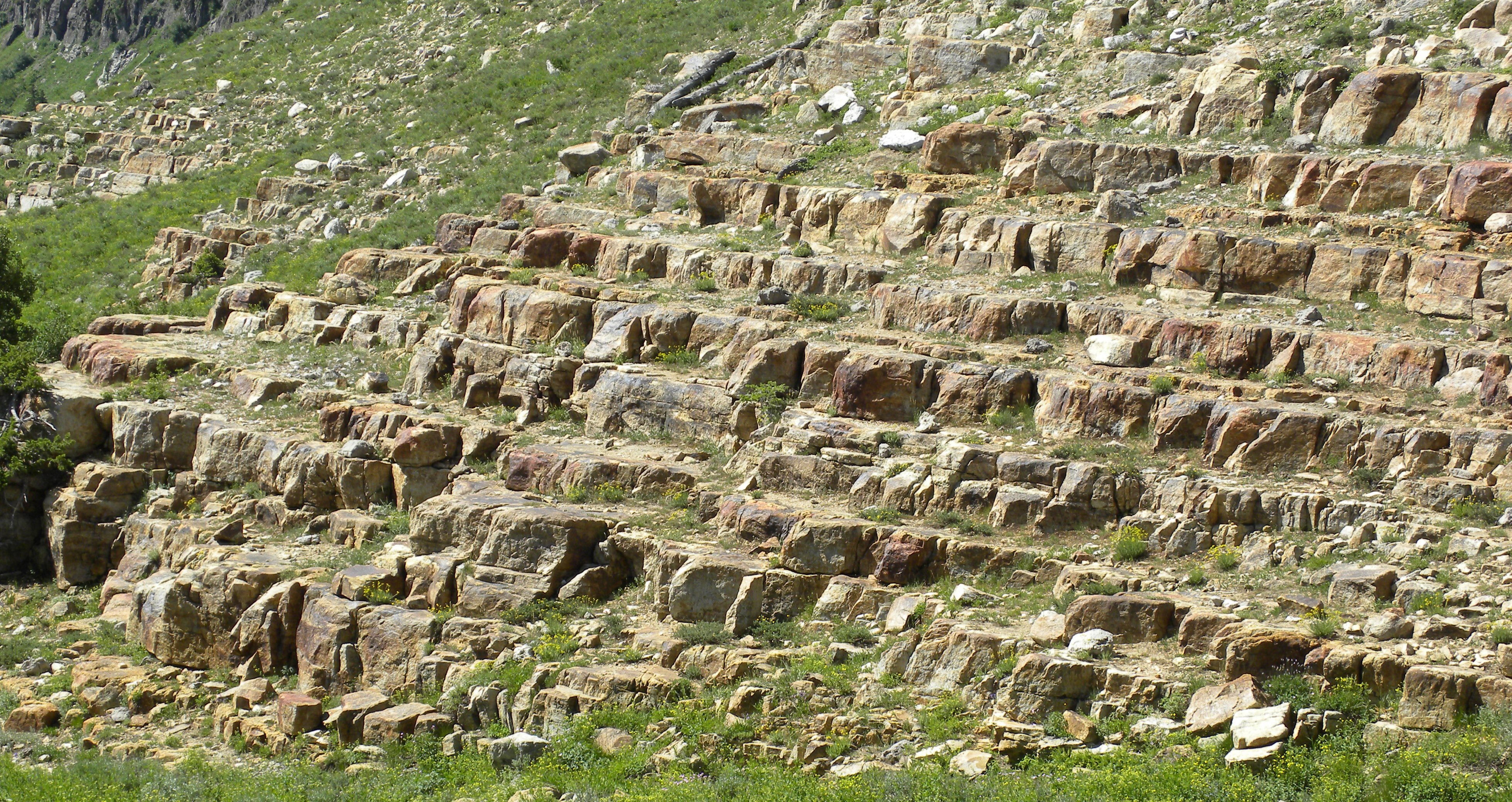
Quarsita.

La quarsita es troba com a component dels micaesquists, esquists o gneis.
La quarsita massiva també existeix en diversos llocs del món.
Quan la quarsita prové d'una roca sedimentària composta inicialment de llits argilosos i silícics alternats (quars), el metamorfisme dona lloc a la formació de llits de quars clars i fines làmines d'argila amuntegades fosques.

### Àfrica
La muntanya més alta de Moçambic, Binga (2436 m), així com la resta de l'altiplà de Chimanimani circumdant estan compostes per quarsita precambriana molt dura i gris pàl·lida.

### Amèrica

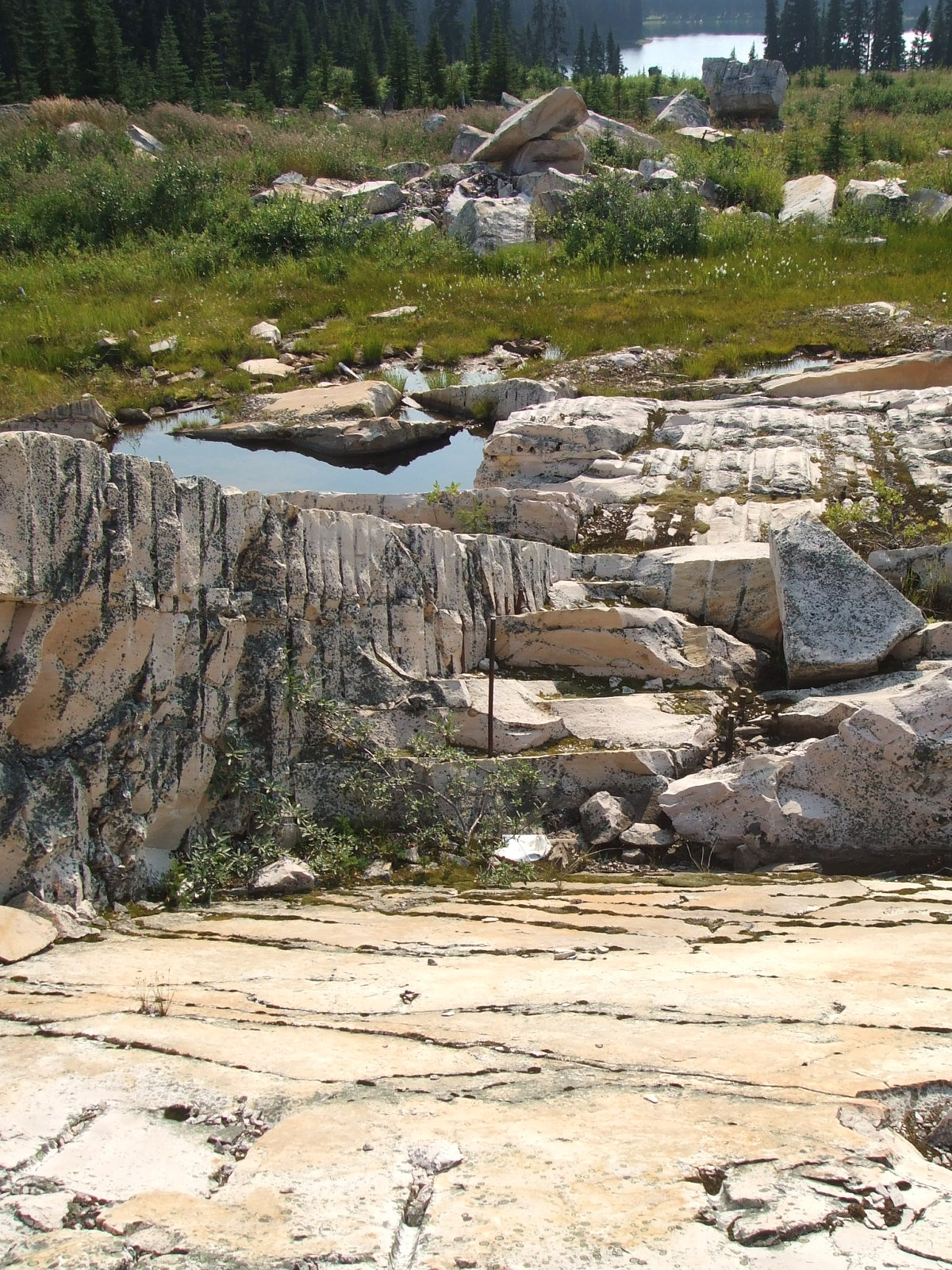
Mina de quarsita abandonada al Kakwa Provincial Park, Colúmbia Britànica, Canadà.

Les successions de quarsita-riolita paleoproterozoica són comunes a la roca del sòcol precambrià de l'oest d'Amèrica del Nord. Les quarsites d'aquestes successions s'interpreten com a llits sedimentaris dipositats sobre cinturons de roques verdes més antics. Les successions de quarsita-riolita poden registrar la formació de conques d'arc posterior al llarg del marge de Laurència, l'antic nucli d'Amèrica del Nord, entre episodis de construcció de muntanyes durant el muntatge del continent. Les quarsites solen ser quars gairebé pur, cosa que és desconcertant per als sediments que s'han d'haver erosionat de la roca ígnia. La seva puresa pot reflectir condicions inusuals de meteorització química, en un moment en què l'atmosfera terrestre començava a oxigenar-se.
Als Estats Units, es poden trobar formacions de quarsita en algunes parts de Pennsilvània, l'àrea de Washington DC, l'est de Dakota del Sud, Texas central, sud-oest de Minnesota, Devil's Lake State Park a Baraboo Range a Wisconsin, la Serralada Wasatch a Utah, prop de Salt Lake City, Utah i com a dorsals resistents als Apalatxes i altres regions de muntanya. La quarsita també es troba a la mina de coure Morenci a Arizona. La ciutat de Quartzsite a l'oest d'Arizona deriva el seu nom de les quarsites de les muntanyes properes d'Arizona i el sud-est de Califòrnia.

### Europa
Datades del devonià inferior, les quarsites de Taunus formen l'eix de l'anticlinal de Hunsrück (Alemanya). També apareixen a Mosel·la (França). Es tracta de sediments dipositats durant el devonià que es van transformar (metamorfisme) per augments de pressió i temperatura derivats dels esdeveniments tecntònics, la superposició de nous estrats i els moviments en dipòsits de roca.
A la comuna de Cheffois, al Vendée (França), es va explotar un jaciment de quarsita amb l'objectiu de proporcionar el material necessari per a la construcció de carreteres i vies de ferrocarril. Aquesta pedrera va funcionar de manera artesanal del 1896 al 1920 i després industrialment del 1920 al 1953, data del tancament de la pedrera.
A Polònia hi ha dipòsits de quarsita a nivell superficial a les muntanyes Świętokrzyskie]. A Noruega, els jaciments s'extreuen prop d'Austertana, que és una de les pedreres més grans al món amb 850.000 tones mètriques anuals, i Mårnes prop de Sandhornøy amb una producció de 150.000 tones mètriques anuals. També s'extreuen jaciments a Kragerø i a diversos altres els dipòsits són coneguts però no s'extreuen activament.

## Utilització

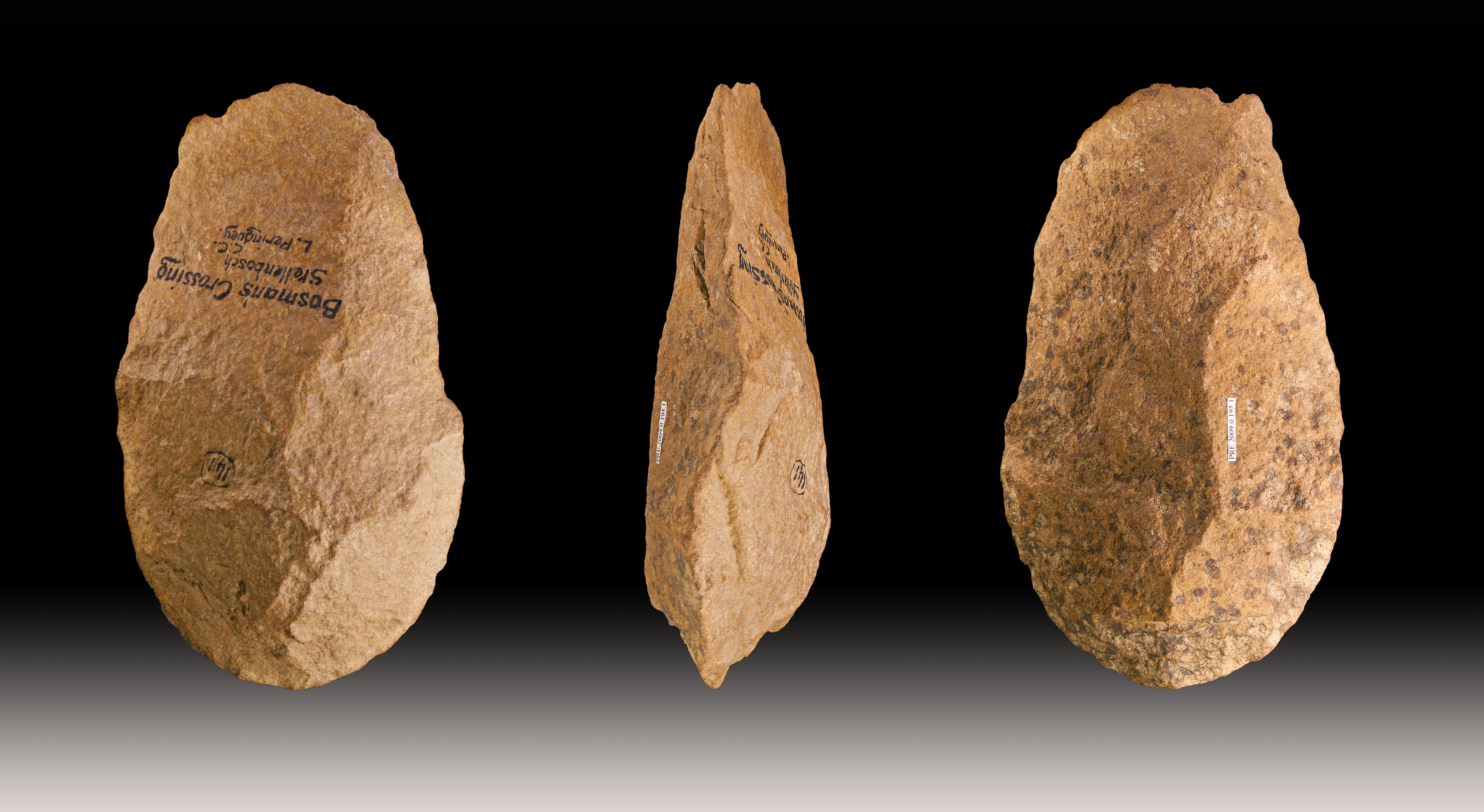
Bifaç en quarsita - Museu de Tolosa.

La quarsita es va utilitzar al Paleolític juntament amb el sílex, el quars i altres matèries primeres lítiques, per fer eines de pedra.
S'utilitza per la seva excel·lent resistència a l'abrasió en capa de desgast (formigó bituminós i revestiments) per a carreteres, així com per a l'estabilització d'infraestructures ferroviàries (balast). La grava de quarsita s'utilitza habitualment per formar el substrat dels aquaris.

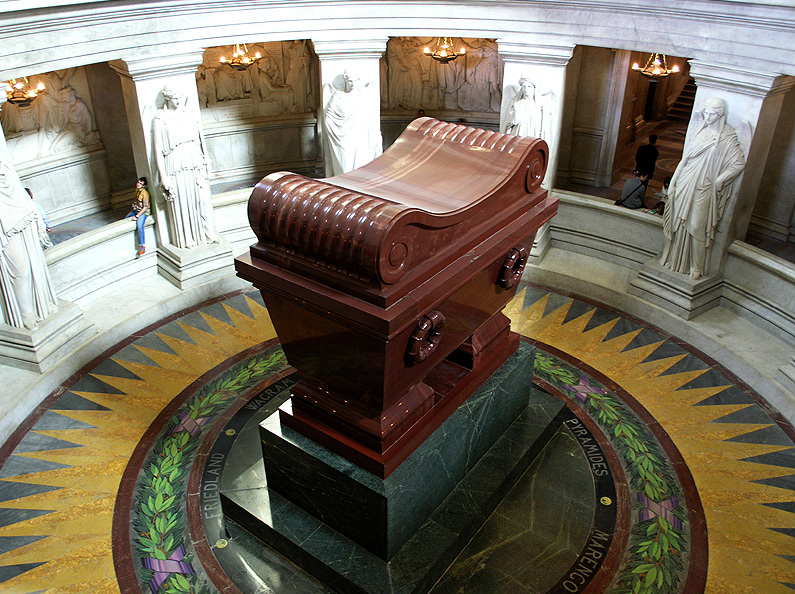
La tomba de Napoléo Bonaparte als Invàlids.

La tomba de Napoleó Bonaparte, a Els Invàlids, es va fer en un bloc de quarsita de Carèlia i no de pòrfir com es pot llegir de vegades.
L'ortoquartzita (quarsita sedimentària) s'utilitza com a matèria primera en la fabricació de material refractari a la siderúrgia. Present entre els estrats del carbó anglès, aquesta sílice molt pura era notablement un recobriment d'alt rendiment per als convertidors Bessemer.

## Seguretat
Com que la quarsita és una forma de sílice, és un possible motiu de preocupació en diversos llocs de treball. Tallar, moldre, estellar, perforar i polir productes de pedra natural i manufacturada poden alliberar nivells perillosos de partícules de pols de sílice cristal·lina molt petites a l'aire que respiren els treballadors. La sílice cristal·lina de mida respirable és un carcinogen humà reconegut i pot provocar altres malalties dels pulmons com la silicosi i la fibrosi pulmonar.